# Notoxus schwarzi
Notoxus schwarzi är en skalbaggsart som beskrevs av Horn 1892. Notoxus schwarzi ingår i släktet Notoxus och familjen kvickbaggar. Inga underarter finns listade i Catalogue of Life.